# Tamsin Mather
Tamsin Alice Mather, née le 15 décembre 1976[réf. nécessaire], est une volcanologue britannique.

## Formation
Tamsin Mather grandit à Bristol. Elle fait ses études à l'Université de Cambridge, où elle obtient une maîtrise en sciences en 1999 et un doctorat en 2004 ; sa thèse porte sur les panaches volcaniques troposphériques. Ce travail la mène au Chili, au Nicaragua et en Italie.

## Carrière et recherches
Tamsin Mather est professeure de sciences de la Terre à l'Université d'Oxford.
Elle s'intéresse aux volcans à la fois en tant que risques naturels et en tant que processus planétaires clés essentiels au maintien des habitats pour la vie. Ses intérêts incluent la chimie des panaches volcaniques, les effets des émissions volcaniques sur l'environnement, ainsi que la structure physique et la stabilité des volcans. Elle étudie les émissions d'un incendie de dépôt pétrolier (Buncefield 2005) et s'intéresse au cycle global du mercure, ainsi qu'à d'autres cycles biogéochimiques.
Elle fait partie du Centre d'observation et de modélisation des tremblements de terre, des volcans et de la tectonique (COMET).
Elle a dirigé ou collaboré à des travaux d'étude des volcans à travers le monde entier, à la fois in situ et en utilisant des données de télédétection provenant de plates-formes terrestres ou satellitaires. Les volcans qu'elle a étudiés incluent notamment Villarrica et Chaitén au Chili, Masaya au Nicaragua, l'Etna en Italie et la Vallée du Grand Rift en Éthiopie.

### Vulgarisation
En 2016, elle apparaît sur le BBC World Service pour discuter des volcans et des tremblements de terre. Elle est interviewée dans l'émission The Life Scientific sur BBC Radio 4 en 2017. Elle participe au festival scientifique Pint of Science en 2018. Elle est l'invitée de l'émission de radio The Infinite Monkey Cage aux côtés de Jo Brand et Clive Oppenheimer en février 2018.

## Reconnaissance
- 2021: Élue membre de l'Academia Europaea[15]
- 2018: Prix Rosalind Franklin de la Royal Society[16]
- 2010: Prix Philip-Leverhulme[17]
- 2008: Prix national L'Oréal-Unesco pour les femmes et la science[18]
- 2005: Bourse de recherche Dorothy Hodgkin de la Royal Society[19]

## Publications
- The importance of volcanic emissions for the global atmospheric mercury cycle. DM Pyle, TA Mather - Atmospheric Environment, 2003
- Tropospheric volcanic aerosol. TA Mather, DM Pyle, C Oppenheimer - Geophysical Monograph-American Geophysical Union, 2003
- Halogens in igneous processes and their fluxes to the atmosphere and oceans from volcanic activity: A review. DM Pyle, TA Mather - Chemical Geology, 2009
- Globally enhanced mercury deposition during the end-Pliensbachian extinction and Toarcian OAE: A link to the Karoo–Ferrar Large Igneous Province. LME Percival, MLI Witt, TA Mather, M Hermoso… - Earth and Planetary Science Letters, 2015